# S/2004 S 4
S/2004 S 4 es la designación provisional de un objeto no confirmado visto orbitando a Saturno en el interior del anillo F el 21 de junio de 2004. Fue descubierto mientras J.N. Spitale estaba tratando de confirmar la órbita de otro objeto provisional, S/2004 S 3 que se consideraba hallado tan sólo 5 horas antes en el exterior del anillo F. El anuncio fue hecho el 9 de septiembre de 2004.
Más tarde, a pesar de los intentos de recuperarlo, no ha sido avistado más desde entonces. En particular, una secuencia de imágenes que cubren la totalidad de un periodo orbital a 4 km de resolución adoptada el 15 de noviembre de 2004 no pudo recuperar el objeto. Esto sugiere que se trata de un macizo de material de carácter temporal que había desaparecido en ese momento.
La teoría de que S3 y S4 son o eran solo objetos cuya órbita cruzaba el anillo F también es posible. También podría tratarse de un objeto con una órbita ligeramente diferente a la inclinación del anillo F, que en realidad no pasa por el anillo de material a pesar de ser visto tan claramente hacia adentro y hacia fuera de él.
De ser S/2004 S 4 un objeto sólido, dado su brillo, tendría de 3 a 5 kilómetros de diámetro.